# یکای پول ایران

نگاره بازسازی شده از سکه دریک

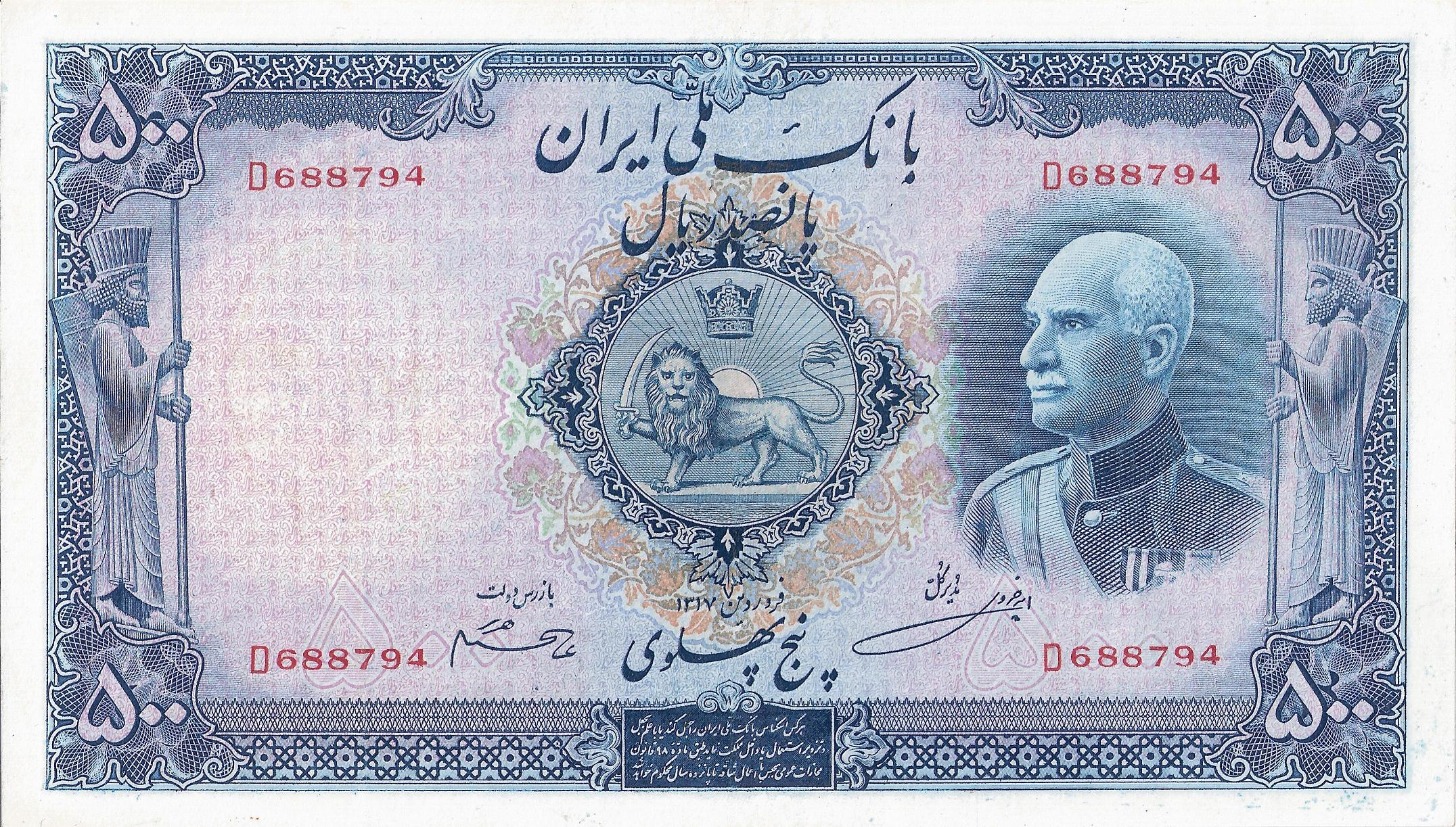
اسکناس ۵۰۰ ریالی (معادل ۵ پهلوی) متعلق به فروردین سال ۱۳۱۷ خورشیدی با تمثال رضاشاه و نشان شیر و خورشید

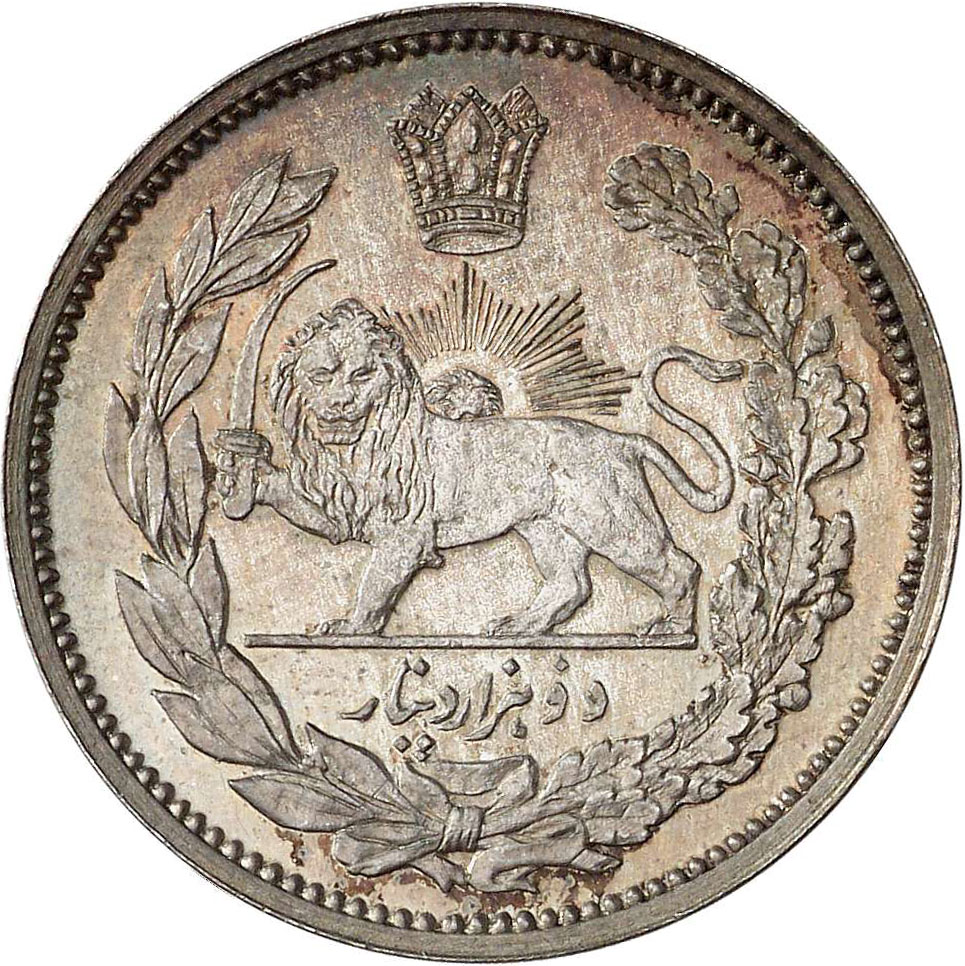
سکه ۲۰۰۰ دیناری (دوهزاری یا دوزاری چرخی) که معادل ۲ قران بود (دوره محمدعلی شاه قاجار)

یکای پول ایران ریال ایران است که بنابر ماده یک قانون پولی و بانکی کشور، برابر یکصد و هشت هزار و پنجاه و پنج ده میلیونیم ۰٫۰۱۰۸۰۵۵ گرم طلای خالص است. یک ریال به یکصد دینار تقسیم می‌شود اما چون ریال واحد بسیار کوچکی است، تقسیمات آن در حسابداری به کار نمی‌رود. واحد غیررسمی تومان (ده ریال) نیز برای شمارش پول ایران به‌کار می‌رود. طبق استاندارد ISO-۴۲۱۷ ریال ایران با علامت اختصاری IRR در معاملات جهانی نشان داده می‌شود. استاندارد یونی‌کد برای ریال نویسهٔ سازگاری «نشان ریال» به‌شکل «﷼» را در موقعیت U+FDFC تعریف کرده‌است.

## تاریخچه پول در ایران
در تاریخ ایران انواع مختلفی از پول‌ها و سکه‌ها وجود داشته که نقش مهمی در زندگی انسان ایفا کرده‌اند و مردمان از آنها برای معاملات استفاده می‌کردند. آنچه می‌خوانید تاریخچه پول در ایران است.
1. دریک - هخامنشیان
2. پشیز - ساسانیان
3. دینار - ساسانیان
4. محمودی - غزنویان
5. چاو - ایلخانیان
6. صنار - صفویه
7. عباسی - صفویه
8. نادری - افشاریه
9. پاپاسی - قاجاریه
10. شاهی - قاجاریه
11. قران - قاجاریه
12. تومان - قاجاریه
13. اشرفی - قاجاریه
14. ریال - پهلوی

دریک (زریک)
از جمله نخستین پول‌های تاریخی در ایران که توسط حکومت‌ها ایجاد شده دریک است. تاریخچه دریک به حکومت هخامنشیان بازمی‌گردد و در آن زمان بسیار مورد استفاده قرار می‌گرفته‌است. دریک به سکه‌های طلا در زمان هخامنشیان گفته می‌شد که روی آن نقش یک کماندار حکاکی شده بود.
پشیز
در زبان عامیانه پشیز را چیز بی‌ارزش می‌پندارند درحالی‌که در زمان‌های گذشته درصدی از یک واحد پولی (درم) در ایران محسوب می‌شده‌است. در حکومت ساسانیان سکه‌هایی مسی و برنزی ضرب می‌شد که به آن پشیز می‌گفتند و به‌عنوان پول از آن استفاده می‌کردند که ارزش آن تقریباً برابر پاپسی یا فلوس بوده‌است. البته نام‌های دیگری مانند فلس، قاز، پاپسی یا پول سیاه نیز برای پشیز به‌کار می‌رفته که در زمان خود رایج بوده‌است.
دینار
دینار درحال‌حاضر نیز واحد پول کشورهای بسیاری است. دینار در قدیم به نوعی سکه از جنس طلا گفته می‌شد که در زمان ساسانیان از آن برای تشریفات استفاده می‌شد. البته گفته می‌شود در ابتدا نام آن دنار بوده که امروزه در زبان عربی وارد شده و به دینار تبدیل شده‌است.
محمودی
واحد پول حکومت غزنویان به فرماندهی سلطان محمود غزنوی که به‌نظر می‌رسد نام محمودی نیز برگرفته از نام سلطان محمود بوده‌است. در زمان حکومت غزنویان از محمودی به‌عنوان پول استفاده می‌شده و با این پول مبادلات صورت می‌گرفت.
چاو
با حمله مغول‌ها به ایران و در دست گرفتن حکومت پول رسمی کشور چاو شد. چاو اولین اسکناس کاغذی در ایران بود که در حکومت مغول‌ها تولید شد.
صنار
می‌گویند صنار مخفف صد دینار است که با تکرار زیاد به این صورت درآمده است. سکه‌های مسی که ارزش آنها برابر صد دینار بود و در زمان صفویان از آن به‌عنوان پول استفاده می‌شد.
عباسی
همچون محمودی، عباسی نیز نوعی سکه در زمان حکومت صفویان بوده که از نام شاه عباس صفوی برگرفته شده‌است. سکه‌هایی از جنس نقره و مس که به‌عنوان پول از آنها استفاده می‌شد. ارزش آنها زیاد نبود و در مقابل به سکه‌های طلا در آن زمان اشرفی گفته می‌شد.
نادری
در دوران نادر شاه افشار به پول‌های رایج در آن زمان نادری می‌گفتند و با آن معاملات خود را انجام می‌دادند.
پاپاسی
در اصطلاح عامیانه به پول‌های کم‌ارزش و پول خرد گفته می‌شد که ارزش آن برابر پشیز یا کمتر از آن بوده و به‌عنوان پول از آن استفاده می‌کردند.
شاهی
در حکومت قاجار نوعی واحد شمارش پول بوده که در گذشته ارزش آن برابر پنجاه دینار بوده‌است. سکه‌های شاهی از نوع طلا نیز بوده‌است که ارزش آن برابر دو ریال در آن زمان بوده‌است.
قران
واحد پول در زمان حکومت قاجار قران بوده‌است. قران برگرفته از سلطان صاحب قران لقب ناصرالدین‌شاه بوده‌است. ارزش هر قران برابر هزار دینار بوده‌است. 
تومان
تومان یا در زبان عامیانه تومن واحد شمارش پول در زمان قاجار بود. هر تومان برابر ۱۰ ریال است. امروزه نیز از تومان به‌عنوان واحد شمارش پول البته به‌صورت غیررسمی استفاده می‌شود. کلمه تومان به معنی ۱۰ هزار است. در زمان امپراتوری مغول‌ها کسی را که ۱۰ هزار سرباز داشت امیرتومان می‌گفتند.
ریال
یکای پول ایران از زمان پهلوی که ارزش آن یک دهم تومان است و در واقع ارزش کمی است. اکنون نیز واحد پول رسمی کشور است اما در میان عوام از تومان استفاده می‌شود. در معاملات بین‌المللی از علامت IRR برای نمایش ریال ایران استفاده می‌کنند.
در طول حکومت‌های برسرکار آمده در ایران انواع پول‌ها و سکه‌های مختلفی به‌وجود آمده و از آن استفاده شده که هر یک پس از مدتی از بین رفته‌اند و جای خود را به پول دیگری داده‌اند.
«زار» در یکای پول ایران، مثل دوزاری، مخفف هزار و معنای آن هزار دینار است.

## ریشه و تاریخچه ریال
فرهنگ معین ریال را چنین تعریف کرده‌است:
«۱- واحد پول که در زمان محمدشاه قاجار (۱۲۵۰–۱۲۶۴ ه‍.ق) از مسکوکات نقره و معادل ۱۲۵ دینار بود. در اواخر قاجاریه معادل یک قران و پنج شاهی بود.
۲_ واحد رسمی پول ایران که عبارت است از ۱۰۰ دینار (یک ریال).»
ریال از کلمهٔ اسپانیایی و پرتغالی "real" وارد فارسی شده‌است که هم به معنی «شاهی» است، هم نام سکهٔ نقره رایج در آن دو کشور و در سرزمینهای وابسته به آن بود. این واژه از کلمه لاتینی «رگالیس» (regalis) به معنی شاهنشاهی می‌آید که صفتی است از اسم «رکس» (rex) به معنی شاه. کلمه انگلیسی «رویال» (royal) هم‌ریشه با "real" اسپانیایی و پرتغالی است.
سکه نقره با نام ریال در اسپانیا از سالِ ۱۴۹۷ تا ۱۸۷۰ میلادی ضرب می‌شد. ریال همچنین واحدِ پولِ بسیاری از مستعمره‌های اسپانیا بود، مثلاً برزیل تا سالِ ۱۹۹۴ واحدِ پولش ریال بود یا به تلفظِ محلی رییِل.
ریال برای اولین بار در سال ۱۷۹۸ معروف شد و آن سکه‌ای جهانی بود که ۱۲۵۰ دینار یا یک‌هشتم تومان ارزش داشت. در سال ۱۸۲۵، ریال از رواج افتاد و به جای آن قران که معادل هزار دینار (یک دهم تومان) ارزش داشت رواج یافت (به این ترتیب واحد پول ایران وارد سیستم اعشاری شد).
ریال میان مردم مقبولیت و رواج نیافت و مردم ایران ریال را معادل قران گرفتند و همچنان از کلمات قران و تومان (معادل ده قران) استفاده کردند. میان مردم واژگان تومان و قران (تُمَن و قِرون) کاربرد دارد و واحدهای رسمی ریال و دینار در محاوره مردم استفاده نمی‌شود. حتی در رسانه و نزد مسئولان هم استفاده از تومان مرسوم‌تر است. قبل از تبدیل واحدهای پولی به دستگاه اعشاری در سال ۱۳۱۱ خورشیدی سکه‌ها و واحدهای پولی که در جدول زیر آمده‌اند رواج داشتند. برخی از این الفاظ هنوز استفاده‌های گسترده‌ای در زبان ایرانیان و ضرب‌المثل‌های ایرانی دارند:
| واحد قدیمی پول  | به دینار     | زمان رواج یافتن   |
| --------------- | ------------ | ----------------- |
| شاهی            | ۵۰ دینار     | سامانیان          |
| محمودی (صَنّار)   | ۱۰۰ دینار    | سلطان محمود غزنوی |
| عباسی           | ۲۰۰ دینار    | شاه عباس اول      |
| نادری (ده شاهی) | ۵۰۰ دینار    | نادر شاه          |
| قران            | ۱٬۰۰۰ دینار  | فتحعلی شاه (۱۸۲۵) |
| ریال            | ۱٬۲۵۰ دینار  | فتحعلی شاه (۱۷۹۸) |
| دوهزاری         | ۲٬۰۰۰ دینار  | قاجاریان          |
| پنج هزاری       | ۵٬۰۰۰ دینار  | قاجاریان          |
| تومان           | ۱۰٬۰۰۰ دینار | سلسله ایلخانی     |

## رسمیت ریال
واحد پول رسمی ایران از سده هفتم هجری تا اواخر دوره قاجار، دینار بود که واحدهای بزرگتر آن نیز، یعنی عباسی، شاهی، قران و تومان نیز به کار می‌رفت. پس از مشروطیت، قران معادل هزار دینار واحد پول رسمی و پشتوانه پول ایران، نقره تعیین شد تا اینکه در ۲۷ اسفند ۱۳۰۸ خورشیدی، حسن مشار وزیر مالیه لایحه‌ای به تصویب مجلس شورای ملی رساند که پشتوانه پول ایران را از نقره به طلا تغییر داد. یکی از دلائل اصلی تغییر پشتوانه پول به طلا، افت ارزش نقره در بازارهای جهانی بود. واحد پول رسمی نیز از قران به ریال تغییر یافت و سکه‌های رایج در کشور از آن پس از این قرار شد:
| سکه                  | ارزش         | جنس  | نام عامیانه |
| -------------------- | ------------ | ---- | ----------- |
| بیست ریالی (پهلوی)   | ۷/۳۲۲۳۸۲ گرم | طلا  |             |
| ده ریالی (نیم پهلوی) | ۳/۶۶۱۱۹۱ گرم | طلا  |             |
| پنج ریالی            | ۲۲/۵ گرم     | نقره | پنج زاری    |
| دو ریالی             | ۹ گرم        | نقره | دو زاری     |
| یک ریالی             | ۴/۵ گرم      | نقره |             |
| نیم ریالی            | ۲/۲۵ گرم     | نقره | ده شاهی     |
| ۲۵ دیناری            |              | نیکل | یک عباسی    |
| ۱۰ دیناری            |              | نیکل |             |
| ۵ دیناری             |              | نیکل |             |
| ۲ دیناری             |              | مس   | یک پول      |
| ۱ دیناری             |              | مس   | نیم پول     |

کلمه زار در مبحث یکای پول ایران مثل ۲ زاری و ۵ زاری مخفف هزار است و معنای آن مثلاً در ۲ زاری ۲۰۰۰ هزار دینار است.
رواج واحد پول جدید به دلیل تأخیر در ساخت ضرابخانه و مشکلاتی که برای چاپ اسکناس در آمریکا به وجود آمد تا تا نوروز ۱۳۱۱ به تأخیر افتاد و از این تاریخ سکه‌ها و اسکناسهای جدید به گردش افتاد. از سال ۱۳۱۴ سکه‌های نیکلی پنج و ده و ۲۵ دیناری و از سال ۱۳۱۶ سکه نقره پنجاه دیناری، مسی شد. نود و یک و نیم درصد از این سکه‌ها مس و هشت‌ونیم درصد آلومینیوم بود.

## تاریخچه ارزش جهانی پول ایران
- در سده شانزدهم میلادی، در زمان شاه طهماسب صفوی، واحد پول ایران شاهی بود و هر ۲۰۰ شاهی برابر با یک تومان. بر اساس سفرنامه جنکینسون، در آن زمان هر شاهی با یک شیلینگ انگلیس برابر بود. هر پوند استرلینگ برابر با ۲۰ شیلینگ است؛ بنابراین، یک تومان ایران برابر با ۱۰ پوند انگلیس بوده‌است.
- در سده نوزدهم میلادی، در زمان فتحعلی‌شاه و محمد شاه قاجار، دو پوند استرلینگ برابر با یک تومان ایران شد. در این زمان یک پوند برابر با ۲۵ فرانک فرانسه و ۱۰ روپیه هند بود. یعنی، یک تومان ایران برابر بود با ۵۰ فرانک فرانسه. در همین زمان، یک تومان ایران با دو دلار و پنجاه سنت آمریکا برابر بود.
- در سال ۱۸۹۱ اندکی قبل از قتل ناصرالدین‌شاه، یک پوند استرلینگ برابر با ۵/ ۳۲ قران بود که، اندکی پس از قتل ناصرالدین‌شاه، در سال ۱۸۹۴ به ۵/ ۴۸ قران رسید. ده قران برابر با یک تومان بود. یعنی در پایان پادشاهی ناصرالدین‌شاه ارزش پوند بریتانیا ۲۵/ ۳ برابر تومان ایران و پس از قتل او، در زمان پادشاهی مظفرالدین‌شاه، حدود ۸۵/ ۴ برابر تومان ایران شد. پس از انقلاب مشروطه یک پوند برابر با ۶۰ قران بود یعنی ارزش پوند انگلیس شش برابر تومان ایران شد. در پایان سده نوزدهم و سرآغاز سده بیستم میلادی، تا جنگ اوّل جهانی، یک پوند انگلیس تقریباً برابر با ۵ دلار آمریکا بود؛ بنابراین، در دوران مظفرالدین‌شاه ارزش دلار آمریکا و تومان ایران تقریباً یکسان بود.
- در زمان سقوط رضا شاه و ورود ارتش‌های متفقین به ایران (۱۳۲۰ ش) دلار آمریکا تقریباً یک و نیم تومان ایران بود؛ یعنی با ۱۵ ریال می‌شد یک دلار خریداری کرد. در سال ۱۳۳۲، یعنی در پایان دولت مصدق و زمان کودتای ۲۸ مرداد، یک دلار آمریکا برابر ۹۰ ریال ایران (۹ تومان) و یک پوند استرلینگ برابر با ۲۳ تومان بود. در پایان پادشاهی محمدرضا پهلوی و در دوره‌ای که صادرات نفت خام در قله تاریخی قرار داشت، یک دلار آمریکا تقریباً ۷ ریال ایران و یک پوند انگلیس تقریباً ده ریال
- ایران ارزش داشت. در این زمان ارزش یک روبل شوروی حدود ده ریال ایران یعنی تقریباً برابر با پوند استرلینگ بود. یک فرانک فرانسه ۱۶ ریال و یک مارک آلمان غربی ۳۲ ریال ارزش داشت.